# Korpijärvi (sjö i Finland, Norra Österbotten, lat 65,42, long 28,57)
Korpijärvi är en sjö i Finland. Den ligger i kommunen Taivalkoski i landskapet Norra Österbotten, i den nordöstra delen av landet, 600 km norr om huvudstaden Helsingfors. Korpijärvi ligger 256,4 meter över havet. Arean är 49,5 hektar och strandlinjen är 3,65 kilometer lång. Sjön  ingår i Ijo älvs huvudavrinningsområde.   Den ligger vid sjön Varisjärvi.